# 수성못역
수성못(TBC)역(Suseongmot Station, 수성못驛)은 대구광역시 수성구 지산동 두산오거리에 위치한 대구 도시철도 3호선의 역이다. 지산역과 수성못역은 서로 1.2㎞ 떨어져 있어 대구 3호선의 역간 길이 중 가장 길다. 부역명은 TBC이며, 인근에 TBC 방송국이 있다.

## 역명의 유래
인근에 있는 수성못과 수성유원지에서 유래되었다.

## 특징
대구 도시철도 3호선의 역들 중 서문시장역, 달성공원역과 함께 방언 안내방송이 송출되던 역이었으나 최근에 삭제되었다.

## 역 구조
2면 2선의 상대식 승강장이 있는 지상역이다. 난간형 스크린도어가 설치되어 있다.

### 승강장
| 황금 ↑ |
| \| 상  |
| ↓ 지산 |

| 상행 | ● 대구 도시철도 3호선 | 황금·서문시장·칠곡경대병원 방면 |
| 하행 | ● 대구 도시철도 3호선 | 지산·범물·용지 방면             |

- 대합실을 통해 반대편 승강장으로 이동이 가능하다.

## 역사
- 2013년 10월 2일 : 수성못역으로 역명 결정. TBC로 부역명 적용
- 2015년 4월 23일 : 대구 도시철도 3호선 개통과 함께 영업 개시

## 역 주변
| 나가는 곳 | 방면                                                                                      |
| --------- | ----------------------------------------------------------------------------------------- |
| 1         | TBC 수성아트피아 대구두산초등학교 대구남양학교 두산동행정복지센터 두산동고분군 수성유원지 |

## 승차량 변동
| 노선  | 승차 인원 | 승차 인원 | 승차 인원 | 승차 인원 | 승차 인원 | 주석  |
| 노선  | 2015년    | 2016년    | 2017년    | 2018년    | 2019년    | 주석  |
| ----- | --------- | --------- | --------- | --------- | --------- | ----- |
| 3호선 | 2,779     | 2,470     |           |           | -         | [ 1 ] |

## 사진

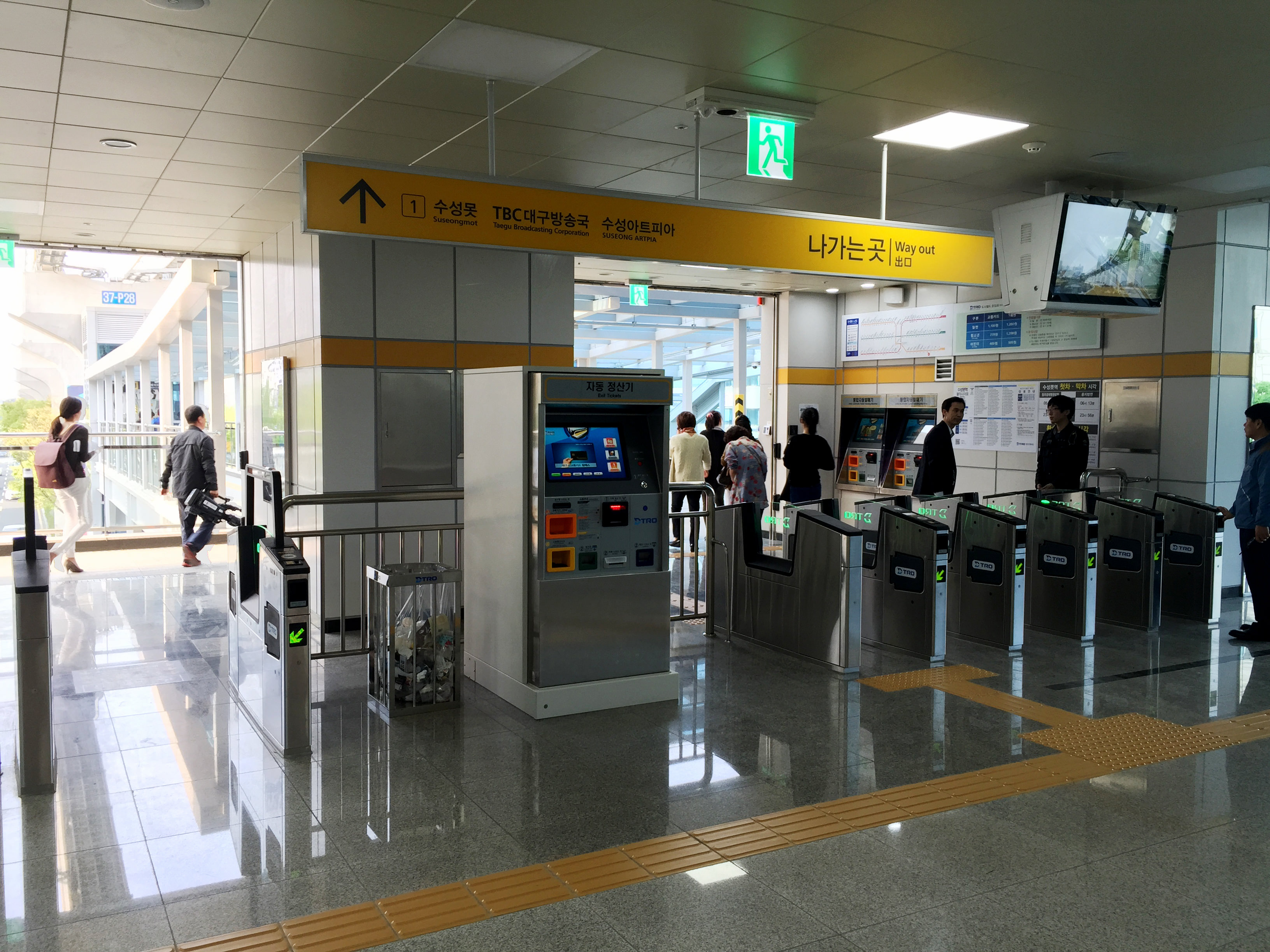
개찰구

## 인접한 역
| 대구 도시철도 3호선        | 대구 도시철도 3호선   | 대구 도시철도 3호선 |
| -------------------------- | --------------------- | ------------------- |
| 337 황금 칠곡경대병원 방면 | ● 대구 도시철도 3호선 | 339 지산 용지 방면  |